# 납치문제 그밖의 북조선 당국의 인권침해문제의 대처에 관한 법률
납치문제 그밖의 북조선 당국의 인권침해문제의 대처에 관한 법률(일본어: 拉致問題その他北朝鮮当局による人権侵害問題への対処に関する法律)은 조선민주주의인민공화국(북한) 당국에 의한 납치를 비롯한 인권침해 문제의 해결에 대해 일본 중앙 정부 및 지방공공단체의 책무를 명기한 일본의 법률이다. 미국과 대한민국에도 북한 인권법(北韓人權法)이라는 이름으로 비슷한 법률이 제정되어 있다.
본 법률은 납치문제 해결을 '국가의 책무'로 규정하고 일본 정부가 이 문제를 철저히 조사하고 일본인 납치피해자의 귀국이 실현될 수 있도록 최대한 노력할 것을 명기했다. 또 납치문제가 개선되지 않을 것으로 판단될 경우 경제제재 발동, 탈북자 지원, 탈북자 지원을 실시하는 비정부기구(NGO) 등에의 재정적 배려, 매년 12월10일부터 '북한 인권침해 계몽주간' 설치, 납치문제 대처에 관한 일본 정부 연차보고서 발표 등을 규정했다.
일본 정부는 조선민주주의인민공화국(북한)을 국가로 승인하지 않았기 때문에 북조선(일본어: 北朝鮮 기타초센[*])이라는 명칭이 이 법명의 정식 명칭에 사용되고 있다.

## 법률의 입법과 개정
- 2006년 6월 13일 - 일본 중의원 본회의에서 가결
- 2006년 6월 16일 - 일본 참의원 본회의에서 가결
- 2006년 6월 23일 - 공포
- 2007년 6월 19일 - 개정안을 중의원 본회의에서 가결
- 2007년 6월 27일 - 개정안을 참의원의 납북문제 등에 관한 특별위원회에서 가결
- 2007년 6월 29일 - 개정안을 참의원 본회의에서 가결
- 2007년 7월 6일 - 개정법 공포

## 같이 보기
- 조선민주주의인민공화국의 인권
- 북한 인권법
- 유엔 총회 결의 62/167